# Compert Conchobuir
Compert Conchobuir, auch Compert Chonchobuir ['kombʴeRt 'xonxovurʴ] („Conchobars Empfängnis“), ist der Name zweier mittelalterlicher irischer Sagen, die von der Zeugung des Königs Conchobar mac Nessa erzählen. Sie gehören innerhalb des alt- und mittelirischen Ulster-Zyklus zu den remscéla, den Vorerzählungen des großen Heldenepos Táin Bó Cuailnge („Der Rinderraub von Cooley“).
In beiden Sagen ist Nessa (auch Nes oder Nesa) die Mutter und der Druide Cathbad der Vater Conchobars. Ansonsten erzählen sie eine grundsätzlich unterschiedliche Geschichte. Die der Sprache nach zu urteilen ältere Fassung ist in mehreren Handschriften erhalten, darunter Abschriften im Leabhar Bhaile an Mhóta („Das Buch von Ballymote“) und im Leabhar Buidhe Lecain („Das gelbe Buch von Lecan“). In dieser Sage sitzt Nessa, umgeben von ihren Hofdamen, draußen vor Emain Macha. Dort kommt zufällig der Druide Cathbad vorbei. Sie fragt ihn, wozu die Stunde Glück bringe. Cathbad antwortet, ein König, der jetzt von einer Königin empfangen werde, werde in Irland ewigen Ruhm erlangen. Da kein anderer Mann in Sicht ist, nimmt Nessa kurzerhand Cathbad in ihren Schlafraum. So wird Conchobar gezeugt, mit dem Nessa drei Jahre und drei Monate schwanger geht.
Die zweite Fassung der Sage ist ebenfalls unter anderem im Buch von Ballymote und dem Gelben Buch von Lecan überliefert. Sie erzählt die Geschichte wesentlich ausführlicher: Cathbad steht hier an der Spitze einer fian, einer umherziehenden Bande. Mit ihr erschlägt er die zwölf Ziehväter Asas, der Tochter des Königs Eochu Sálbuide. Aus Rache stellt sich Asa („die Sanfte“) ebenfalls an die Spitze einer fian und wird fortan Ni-Asa („nicht-sanft“) oder kurz Nesa genannt. Mit einer List gelingt es Cathbad, Nesa zu überwältigen. Sie erkauft sich ihr Leben, indem sie seine Frau wird. Einige Zeit später holt sie für ihren Gatten Wasser an dem Fluss Conchobar. Weil in dem Wasser zwei Würmer sind, zwingt Cathbad Nesa dazu, es mitsamt den Würmern selbst zu trinken. Hierdurch wird sie schwanger. Auf einer Reise bekommt sie später die Wehen. Cathbad prophezeit in seiner Eigenschaft als Seher, dass das Kind ein hochberühmter König würde, wenn Nesa die Geburt bis zur Nacht verzögern könne, weil in derselben Nacht Jesus Christus geboren wird. Das gelingt ihr, und so wird Conchobar, der nach dem Fluss benannt wird und bei seiner Geburt je einen Wurm in seinen Händen hält, der berühmteste König von Ulster.

## Ausgaben
- Kuno Meyer: Compert Conchobuir. In: Revue celtique 6, 1884, S. 173–182 (mit englischer Übersetzung).

Übersetzungen
- In: Rudolf Thurneysen: Sagen aus dem alten Irland. Berlin 1901 (deutsch).
- Ch.-J. Guyonvarc’h: La Naissance de Conchobar. In: Ogam 11, 1959, S. 56–65, 335–336 und Ogam 12, 1960, S. 235–240 (französisch).